# Nationalisme irlandais

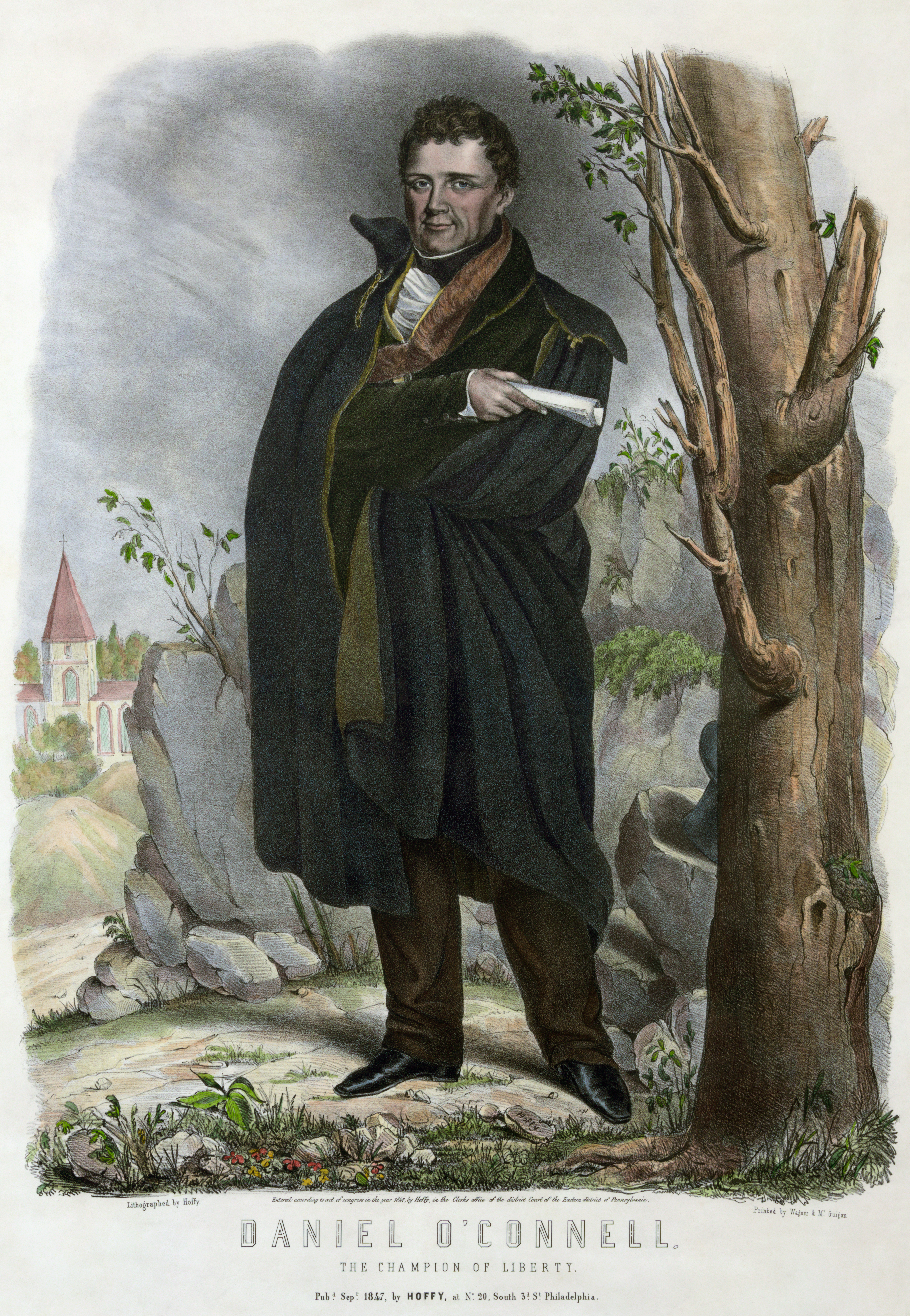
Portrait de Daniel O'Connell, dit "le libérateur", promoteur du Nationalisme Irlandais non-violent au début du 19^{e} siècle

Le nationalisme irlandais est né avec l'occupation précoce de l'île par les Anglais. 
Le nationalisme culturel irlandais vise à rétablir la culture gaélique des Irlandais en combattant, notamment, l'impérialisme culturel anglais. 
Il s'oppose historiquement aux privilèges accordés à l'aristocratie protestante, qui imposait le serment du test et interdisaient aux catholiques de siéger au parlement.   

## Historique
À partir du 19e siècle, deux courants ont co-existé face à l'occupation anglaise. L'un s'incarnait dans le nationalisme constitutionnel, dont l'objectif était de contraindre la Grande-Bretagne à concéder une autonomie limitée en gagnant des sièges au Parlement britannique. L'autre était représenté par le républicanisme, qui tentait de construire une rébellion armée à l'aide d'une organisation clandestine : la Fraternité républicaine irlandaise.    
Les diverses tentatives de soulèvement ou conspirations ont toutes été brisées par les autorités britanniques. Les nationalistes constitutionnels n'obtinrent pas plus de succès. Dans les années 1880, ils avaient obtenu un soutien formel en faveur de la Home Rule de la part de l'aile libérale de la classe dirigeante britannique, mais jamais celle-ci n'a tenu ses promesses. Lorsque la première guerre mondiale éclata, les constitutionnalistes soutinrent l'effort de guerre et poussèrent les Irlandais à s’enrôler dans l'armée britannique, espérant obtenir des concessions en retour.    
Au contraire, les républicains passèrent à nouveau à l'action. En 1916, sous la direction de l'Irish Republican Brotherhood, du Sinn Féin et de l'Irish Citizen Army de James Conolly (l'un des « fondateurs » du socialisme irlandais et ancien organisateur des Industrial Workers of the World américains), éclata l'insurrection de Pâques 1916 à Dublin, qui proclama la République. Le centre de Dublin fut bombardé par des navires de guerre et l'insurrection fut écrasée au bout d'une semaine. James Conolly, Patrick Pearse et les autres meneurs furent exécutés, mais le Sinn Féin en retira une popularité accrue : il remporta triomphalement les élections de décembre 1918, constitua un parlement irlandais (le Dáil Éireann) et proclama l'indépendance. Le pouvoir britannique interdit le parlement. Un nouveau soulèvement mené par l'IRA éclata, qui dura trois ans. Les rebelles parvinrent à rendre l'Irlande ingouvernable (boycott des tribunaux et percepteurs anglais, grèves, actions armées contre les forces britanniques). Les autorités ripostèrent en emprisonnant des dirigeants irlandais élus, en pendant des rebelles capturés, et en recourant à des groupes paramilitaires pour exécuter des suspects républicains. Ces groupes constituèrent les Black and Tans, qui se rendirent extrêmement impopulaires à la suite d'atrocités perpétrées contre la population (ils ouvrirent le feu à la mitrailleuse sur le public venu assister à un match de football, incendièrent le centre de Cork et chassèrent les catholiques de leurs emplois et de leurs maisons dans le Nord-Est).   
Finalement, en 1921, le premier ministre britannique Lloyd George parvint à un accord. Lors de négociations avec une délégation irlandaise, il menaça de la terre brulée et de répression totale si les nationalistes irlandais ne consentaient pas à laisser les six comtés d'Irlande du Nord sous administration britannique, à fournir à la Grande-Bretagne des bases dans certains ports et à faire serment d'allégeance à la couronne. Le chef de l'IRA Michael Collins accepta ces conditions, avec le soutien d'une courte majorité au Dáil, mais une autre tendance s'y opposa, ce qui entraina la guerre civile irlandaise opposant les pro-traité et les anti-traité jusqu'en 1923.   